# Amund Skiri
Amund Robertsen Skiri (født 25. februar 1978) er en norsk tidligere fodboldspiller for Aalesund, hvor han spillede som midtbanespiller. Han har tidligere spillet for Åndalsnes IF og Vålerenga. Skiri var kaptajn og midtbanespiller i AaFK før han spillede en og en halv sæson som defensiv midtbanespiller i Vålerenga i 2005 og våren 2006. Han returnerede til AaFK i august 2006 efter eget ønske.